# Sanremo-Festival 1961
Die elfte Ausgabe des Festival della Canzone Italiana di Sanremo fand 1961 vom 26. bis 28. Januar und am 6. Februar im städtischen Kasino in Sanremo statt und wurde von Lilly Lembo und Giuliana Calandra moderiert.

## Ablauf

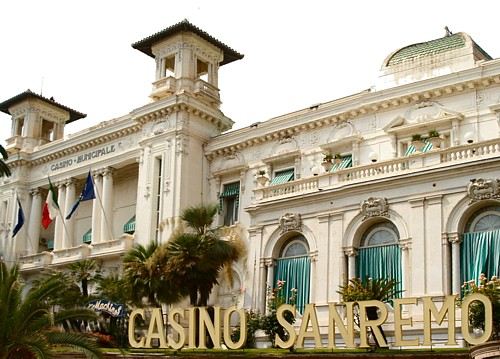
Das städtische Kasino, Veranstaltungsort des Sanremo-Festivals

Während die Organisation des Festivals bei Ezio Radaelli verblieb, wurden sowohl das Moderatorenduo (erstmals kamen zwei Frauen zum Zug) als auch die Dirigenten ausgewechselt: Gianfranco Intra und Bruno Canfora leiteten die Orchester an den ersten drei Abenden, Enzo Ceragioli und Piero Soffici am letzten Abend. Die Anzahl der zugelassenen Beiträge wurde auf 24 erhöht, diese wurden von 42 Sängern interpretiert – darunter wieder Mina und Tony Dallara, neu hingegen etwa Adriano Celentano, Gino Paoli, Giorgio Gaber, Pino Donaggio, Milva, Tony Renis, Umberto Bindi, Edoardo Vianello und Luciano Tajoli. Als Vertreter der Tradition kehrten Gino Latilla, Tonina Torrielli, Teddy Reno, Carla Boni, Aurelio Fierro und Achille Togliani zum Festival zurück.
Die größte Popularität bei Publikum und Presse genossen zu Festivalbeginn Mina und Gino Paoli, die beide bereits mehrere erfolgreiche Hits in Italien gelandet hatten. Große Aufmerksamkeit konnten im weiteren Verlauf Adriano Celentano, der für die temporäre Freistellung vom Wehrdienst eine Sondergenehmigung von Verteidigungsminister Giulio Andreotti hatte einholen müssen, und Milva auf sich ziehen.
In diesem Jahr wurde ein neues Abstimmungssystem eingeführt, mit der Absicht, den Wettbewerb transparenter zu gestalten: Nachdem die Jurys wie gehabt an den ersten beiden Abenden von den in immer zwei Versionen vorgestellten Beiträgen jeweils die Hälfte für das Finale zuließen, begann nach dem Finalabend, der noch keine Entscheidung brachte, das VotoFestival, eine einwöchige Abstimmungsperiode, während derer jedermann über die 100 Lire teuren Enalotto-Scheine (ein dem Toto ähnliches Gewinnspiel) bis zu sechs Stimmen für die zwölf Finalisten des Festivals abgegeben werden konnte. Erst nach der Auszählung der Stimmen wurde an einem zusätzlichen Abend die Endwertung bekannt gegeben. Dort konnte sich Al di là in der Interpretation von Betty Curtis und Luciano Tajoli gegen favorisierte Konkurrenten durchsetzen.
Während sich Mina nach diversen Kritiken und dem relativ schlechten Abschneiden ihrer Lieder wieder aus dem Festival zurückzog, konnten insbesondere Milva und Celentano es als Karrieresprungbrett nutzen.

## Teilnehmende Beiträge
| Platzierung | Interpret                             | Lied                     | Autoren                                                   |
| ----------- | ------------------------------------- | ------------------------ | --------------------------------------------------------- |
| 1           | Betty Curtis / Luciano Tajoli         | Al di là                 | Mogol, Carlo Donida                                       |
| 2           | Little Tony / Adriano Celentano       | 24.000 baci              | Piero Vivarelli, Lucio Fulci, Adriano Celentano           |
| 3           | Gino Latilla / Milva                  | Il mare nel cassetto     | Piero Carlo Rolla, Eligio La Valle, Fernando Lattuada     |
| 4           | Mina / Nelly Fioramonti               | Io amo tu ami            | Gino Redi, Enzo Bonagura                                  |
| 5           | Jenny Luna / Mina                     | Le mille bolle blu       | Vito Pallavicini, Carlo Alberto Rossi                     |
| 6           | Pino Donaggio / Teddy Reno            | Come sinfonia            | Pino Donaggio                                             |
| 7           | Arturo Testa / Tonina Torrielli       | Febbre di musica         | Biri, Vittorio Mascheroni                                 |
| 8           | Sergio Bruni / Teddy Reno             | Mandolino… mandolino     | Vian, Pugliese                                            |
| 9           | Rocco Granata / Sergio Bruni          | Carolina, dai!           | Daniele Pace, Mario Panzeri                               |
| 10          | Gino Paoli / Tony Dallara             | Un uomo vivo             | Gino Paoli                                                |
| 11          | Miranda Martino / Umberto Bindi       | Non mi dire chi sei      | Giorgio Calabrese, Umberto Bindi                          |
| 12          | Fausto Cigliano / Joe Sentieri        | Lei                      | Riccardo Pazzaglia, Joe Sentieri                          |
|             | Bruno Martino / Jula de Palma         | A.A.A. Adorabile cercasi | Bruno Martino, Brighetti, Vito Pallavicini                |
|             | Giorgio Gaber / Maria Monti           | Benzina e cerini         | Giorgio Gaber                                             |
|             | Edoardo Vianello / Luciana Rondinella | Che freddo!              | Carlo Rossi, Edoardo Vianello                             |
|             | Jolanda Rossin / Nadia Liani          | Una goccia di cielo      | Gino Negri                                                |
|             | Jimmy Fontana / Miranda Martino       | Lady Luna                | Dino Verde, Armando Trovajoli                             |
|             | Betty Curtis / Joe Sentieri           | Libellule                | Alberto Testa, Guido Viezzoli                             |
|             | Claudio Villa / Sergio Renda          | Mare di dicembre         | Luciano Beretta, Giulio Libano                            |
|             | Aura D’Angelo / Silvia Guidi          | Notturno senza luna      | Giovanni D’Anzi                                           |
|             | Gianni Meccia / Wilma De Angelis      | Patatina                 | Gianni Meccia, Franco Migliacci                           |
|             | Niki Davis / Tony Renis               | Pozzanghere              | Orfellius, Lamberto Pellini, Tony Renis, Matteo Treppiedi |
|             | Achille Togliani / Cocky Mazzetti     | Qualcuno mi ama          | Piero Soffici, Manlio Darena                              |
|             | Aurelio Fierro / Carla Boni           | Tu con me                | Antonio Amurri, Ettore Ballotta                           |

## Erfolge
Bereits in der Abstimmungswoche verkaufte sich Celentanos 24.000 baci von allen Beiträgen am stärksten und auch im Anschluss an das Festival konnte er nur (überraschend) von Donaggios Come sinfonia eingeholt werden. Mehrere Lieder wurden in den Charts in beiden Versionen notiert, darunter auch der Siegertitel. Die Top 20 der Charts verfehlten nur zwei der Finalbeiträge, nämlich Febbre di musica (Testa/Torrielli) und Lei (Cigliano/Sentieri).
Betty Curtis präsentierte Al di là auch beim Eurovision Song Contest 1961 und konnte dort den fünften Platz (von 15) erzielen.

| Jahr | Titel                | Höchstplatzierung, Gesamtwochen, AuszeichnungChartsChartplatzierungen (Jahr, Titel, , Platzierungen, Wochen, Auszeichnungen, Anmerkungen) | Anmerkungen                           |
| Jahr | Titel                | IT | Anmerkungen                           |
| ---- | -------------------- | --- | ------------------------------------- |
| 1961 | 24.000 baci          | IT1 (12 Wo.)IT | Version von Adriano Celentano Platz 2 |
| 1961 | Come sinfonia        | IT1 (22 Wo.)IT | Version von Pino Donaggio Platz 6     |
| 1961 | Al di là             | IT2 (6 Wo.)IT | Version von Luciano Tajoli Platz 1    |
| 1961 | Il mare nel cassetto | IT3 (9 Wo.)IT | Version von Milva Platz 3             |
| 1961 | Un uomo vivo         | IT4 (13 Wo.)IT | Version von Gino Paoli Platz 10       |
| 1961 | Le mille bolle blu   | IT5 (8 Wo.)IT | Version von Mina Platz 5              |
| 1961 | Carolina, dai!       | IT5 (5 Wo.)IT | Version von Sergio Bruni Platz 9      |
| 1961 | Al di là             | IT7 (6 Wo.)IT | Version von Betty Curtis Platz 1      |
| 1961 | Carolina, dai!       | IT9 (4 Wo.)IT | Version von Rocco Granata Platz 9     |
| 1961 | Non mi dire chi sei  | IT9 (8 Wo.)IT | Version von Umberto Bindi Platz 11    |
| 1961 | Io amo tu ami        | IT11 (2 Wo.)IT | Version von Mina Platz 4              |
| 1961 | 24.000 baci          | IT13 (3 Wo.)IT | Version von Little Tony Platz 2       |
| 1961 | Mandolino… mandolino | IT13 (5 Wo.)IT | Version von Sergio Bruni Platz 8      |

## Belege
1. ↑  M&D-Chartarchiv. Musica e dischi, abgerufen am 27. Juni 2016 (italienisch, kostenpflichtiger Abonnement-Zugang).